# 安帕圖約克山 (薩爾瓦區)
13°39′10″S 74°23′56″W / 13.65278°S 74.39889°W
安帕圖約克山（Ampatuyoc），是秘魯的山峰，位於該國中南部阿亞庫喬大區，由維克托法哈多省的科拉科拉區薩爾瓦區負責管轄，屬於安地斯山脈的一部分，海拔高度4,600米。